# بییاسور د هررس
بییاسور د هررس (به اسپانیایی: Villasur de Herreros) یک شهرستان در اسپانیا است که در استان بورگس واقع شده‌است.

## خصوصیات
بییاسور د هررس ۸۷ کیلومترمربع مساحت و ۳۱۸ نفر جمعیت دارد.